# Nina Dano
Sara Brita Nina Dano (* 12. Juni 2000 in Göteborg, Schweden) ist eine schwedische Handballspielerin, die für den schwedischen Erstligisten IK Sävehof aufläuft.

## Karriere

### Im Verein
Dano begann das Handballspielen bei Bjurslätt/Torslanda HK. In der Spielzeit 2017/18 lief sie für die Damenmannschaft von Bjurslätt/Torslanda in der Allsvenskan auf. Anschließend wurde die Rückraumspielerin vom schwedischen Erstligisten IK Sävehof unter Vertrag genommen. In ihrer ersten Saison beim IK Sävehof gewann sie sowohl im Damen- als auch im Jugendbereich die schwedische Meisterschaft. In den beiden folgenden Spielzeiten nahm sie mit Sävehof an der EHF Champions League teil. Im Sommer 2021 wechselte Dano zum dänischen Erstligisten Horsens HK. In der Saison 2023/24 lief Dano für den Ligakonkurrenten Odense Håndbold auf. Anschließend kehrte sie zu IK Sävehof zurück.

### In der Nationalmannschaft
Dano lief für die schwedische Jugendnationalmannschaft auf, mit der sie bei der U-17-Europameisterschaft 2017 den neunten Platz belegte. Mit 49 Treffern belegte sie hinter der Niederländerin Zoë Sprengers den zweiten Platz in der Torschützinnenliste des Turniers. Ein Jahr später stand sie mit der schwedischen Auswahl im kleinen Finale der U-18-Weltmeisterschaft, das gegen Südkorea verloren wurde.
Dano gab am 1. Oktober 2020 ihr Länderspieldebüt für die schwedische A-Nationalmannschaft. Noch im selben Jahr lief Dano für Schweden bei der Europameisterschaft auf, in deren Turnierverlauf sie zwei Treffer in sechs Partien erzielte. Im Folgejahr belegte sie mit der schwedischen Auswahl den vierten Platz bei den Olympischen Spielen in Tokio. Dano kam lediglich im Gruppenspiel gegen Ungarn zum Einsatz. Ebenfalls im Jahr 2021 belegte sie mit Schweden den fünften Platz bei der Weltmeisterschaft. Im Turnierverlauf warf sie 14 Tore. Bei der Europameisterschaft 2022 brach sie sich im zweiten Vorrundenspiel gegen Slowenien ihr Unterschenkel. Bei der Weltmeisterschaft 2023, in deren Verlauf sie neun Treffer erzielte, belegte sie mit Schweden den vierten Platz.